# Застава Ангвиле
Застава Ангвиле се састоји од плавог знака у горњем левом углу у којем се налази застава Уједињеног Краљевства и грба Ангвиле у доњем десном углу. Грб се састоји од три делфина који су и пре постојали на застави ове земље и представљају пријатељство, мудрост и снагу.